# Cubillas de Rueda (kommunhuvudort)
Cubillas de Rueda är en kommunhuvudort i Spanien.   Den ligger i provinsen Provincia de León och regionen Kastilien och Leon, i den norra delen av landet, 280 km nordväst om huvudstaden Madrid. Cubillas de Rueda ligger 885 meter över havet och antalet invånare är 581.
Terrängen runt Cubillas de Rueda är huvudsakligen platt, men norrut är den kuperad. Cubillas de Rueda ligger nere i en dal. Runt Cubillas de Rueda är det mycket glesbefolkat, med 6 invånare per kvadratkilometer. Närmaste större samhälle är Cistierna, 16,8 km norr om Cubillas de Rueda. Omgivningarna runt Cubillas de Rueda är en mosaik av jordbruksmark och naturlig växtlighet.